# Charni Ekangamene
Charni Ekangamene (Antwerpen, 16 februari 1994) is een Belgisch profvoetballer van Congolese afkomst die als een middenvelder speelt.

## Carrière

### Manchester United
Geboren in Antwerpen begon Ekangamene zijn carrière bij VC Linkeroever en kort nadien Antwerp FC. Als resultaat van een samenwerkingsverband met Manchester United mocht Ekangemene in het najaar van 2008 tweemaal testen bij de Engelse club voordat hij in februari 2010, wanneer hij 16 werd, permanent werd overgenomen. Hij maakte zijn debuut bij de beloften van United op 26 april 2010. Het volgende seizoen was hij een basisspeler bij U18 en kreeg hij 3 caps bij de beloften.
In het volgende seizoen bleef Ekangamene bij de U18 en scoorde zijn eerste doelpunt voor Manchester United op 5 november 2011 in de 2-1 overwinning tegen Bolton Wanderers. Zijn enige cap voor de beloften dat seizoen was in de halve finale van de Lancashire Senior Cup tegen Blackpool op 1 mei 2012. De match eindigde op een strafschoppenreeks en Ekangamene scoorde de winnende penalty met een heerlijke lob over de doelman en bracht Manchester United naar de finale. In 2012-13 werd Ekangemene geleidelijk aan een vaste pion in het belofteteam met 19 wedstrijden in alle competities en scoorde zijn eerste doelpunt voor de beloften op 20 maart 2013, het openingsdoelpunt in de 2-1 verlieswedstrijd tegen Arsenal.
Na 13 caps in de eerste helft van seizoen 2013-14 werd Ekangemene samen met zijn teamgenoot Sam Byrne uitgeleend aan Carlisle United op 31 januari 2014. Hij maakt zijn professioneel debuut de volgende dag als basisspeler tegen Bristol City. Hoewel de huur normaal tot het einde van het seizoen duurde, werd Ekangemene al na een maand terug naar Manchester geroepen door een tekort aan centrale verdedigers, desondanks dat voor hem een vreemde positie was. Na zijn terugkeer was hij alomtegenwoordig bij de U21. Zijn prestaties gedurende het seizoen leidde tot een nominatie voor de Denzil Haroun Reserve Player of the Year award, maar moest het uiteindelijk afleggen in de publieksstemming tegen Saidy Janko.

### SV Zulte Waregem
Op 11 juli 2014 verliet Ekangemene Manchester United voor het Belgische SV Zulte Waregem. Hij werd transfervrij aangetrokken en tekende voor 4 jaar. Ekangamene maakte zijn debuut als wisselspeler in de 2-1 winst tegen Zawisza Bydgoszcz in de tweede kwalificatieronde voor de UEFA Europa League. Hij wist al rap de ene basisplaats na de andere te verzamelen. Het ging echter van kwaad naar erger voor Zulte Waregem: toen het na 10 speeldagen 3-1 verloor op Lierse SK stond het troosteloos laatste. Ekangemene pakte toen een rode kaart, verloor het vertrouwen van coach Francky Dury en kreeg sindsdien geen enkele basisplaats meer.

### Internationaal
Ekangamene speelde 4 interlands voor België –15. In 2012 debuteerde hij voor België –19, waarvoor hij twee interlands achter zijn naam heeft.

## Statistieken[2]
| Seizoen         | Club                  | Competitie                | Competitie | Competitie | Beker | Beker | Europees | Europees | Totaal | Totaal |
| Seizoen         | Club                  | Competitie                | Wed.       | Dlp.       | Wed.  | Dlp.  | Wed.     | Dlp.     | Wed.   | Dlp.   |
| --------------- | --------------------- | ------------------------- | ---------- | ---------- | ----- | ----- | -------- | -------- | ------ | ------ |
| 2013/14         | Manchester United     | Premier League            | 0          | 0          | 0     | 0     | —        | —        | 0      | 0      |
| 2013/14         | → Carlisle United     | League Two                | 4          | 0          | 0     | 0     | —        | —        | 4      | 0      |
| 2014/15         | SV Zulte Waregem      | Eerste klasse             | 17         | 0          | 0     | 0     | 3        | 0        | 20     | 0      |
| 2015/16         | SV Zulte Waregem      | Eerste klasse             | 0          | 0          | 0     | 0     | —        | —        | 0      | 0      |
| 2015/16         | → Oud-Heverlee Leuven | Eerste klasse             | 0          | 0          | 0     | 0     | —        | —        | 0      | 0      |
| 2016/17         | → NAC Breda           | Eerste divisie            | 2          | 0          | 1     | 0     | —        | —        | 3      | 0      |
| 2017/18         | Beerschot Wilrijk     | Eerste klasse B           | 3          | 0          | 0     | 0     | —        | —        | 3      | 0      |
| 2018/19         | FC Eindhoven          | Eerste divisie            | 11         | 0          | 0     | 0     | —        | —        | 11     | 0      |
| 2018/19         | FK Inter Bratislava   | 2. Liga                   | 9          | 0          | 0     | 0     | —        | —        | 9      | 0      |
| 2019/20         | CD Marino             | Segunda División B        | 24         | 1          | 0     | 0     | —        | —        | 24     | 1      |
| 2020/21         | CD Marino             | Segunda División B        | 23         | 0          | 0     | 0     | —        | —        | 23     | 0      |
| 2021/22         | St Joseph's FC        | Gibraltar National League | 0          | 0          | 0     | 0     | —        | —        | 0      | 0      |
| Carrière totaal | Carrière totaal       | Carrière totaal           | 93         | 1          | 1     | 0     | 3        | 0        | 97     | 1      |